# Helius (Helius) iris
Helius (Helius) iris is een tweevleugelige uit de familie steltmuggen (Limoniidae). De soort komt voor in het Afrotropisch gebied.